# Освалд де Андраде
Жозе́ О́свалд де Андраде-Со́за (порт. José Oswald de Andrade Souza; 11 січня 1890 — 22 жовтня 1954) — бразильський поет і полеміст. Уродженець Сан-Паулу. Представник модернізму.

## Біографія
Освалд де Андраде народився та провів більшу частину життя у місті Сан-Паулу. Він був одним із засновників бразильського модернізму та членом Групи П'ятьох, разом із Маріу де Андраде, Анітою Малфатті, Тарсілою ду Амарал і Менотті дел Пакія. Освалд брав активну участь у Тижні сучасного мистецтва (Semana de Arte Moderna).
Андраде найбільш відомий своїм маніфестом бразильського націоналізму «Manifesto Antropófago» (Маніфест канібала), опублікованого 1928 року. В цьому творі він наводив аргументи про те, що бразильська історія «пожирання» інших культур є найбільшою сильною стороною бразильської культури. Автор грав на модерністському примітивістському інтересі до канібалізму, що приписувався корінним мешканцям країни. Згідно з письменником, канібалізм став бразильською відповіддю на європейське постколоніальне культурне домінування. Головним питтаням «Маніфесту» є «тупі або не тупі: в цьому питання». Ця фраза піднімає значення тупі, яких традиційно звинувачували в канібалізмі, і що символічно їдять Шекспіра.
Освалд де Андраде народився у багатій родині та витратив багато своїх грошей на підтримку численних модерністських проектів. Він спонсорував видання кількох романів, багато експариментальних театральних постанов, підтримував художників, таких як Тарсіла ду Амарал і Лазар Сегалл. Проте він ворогував з Маріу де Андраде з 1929 року (коли Освалд під псевдонімом опублікував твір, в якому висміював Маріу за жіноподібність) до самої смерті Маріу в 1945 році.

## Праці

### Вірші
- 1926: Pau-Brasil
- 1927: Primeiro Caderno do Aluno de Poesia
- 1945: Cântico dos Pânticos para Flauta e Violão
- 1945: O Escaravelho de Ouro
- 1947: O Cavalo Azul

### Романи
- 1922—1934: Os Condenados (трилогия)
- 1924: Memórias Sentimentais de João Miramar
- 1933: Serafim Ponte Grande
- 1943: Marco Zero à Revolução Melancólica

### П'єси
- 1934: O Homem e o Cavalo
- 1937: A Morta
- 1937: Rei da Vela